# Зузин, Борис Николаевич
Бори́с Никола́евич Зу́зин (1868 — после 1920) — председатель Костромской губернской земской управы в 1908—1917 годах, член IV Государственной думы от Костромской губернии, Действительный статский советник

## Образование
Окончил Костромскую губернскую гимназию (1886) и Санкт-Петербургский университет по юридическому факультету (1891).

## Биография

### Происхождение
Православный. Из потомственных дворян Костромской губернии. 
- Дед - Зузин Александр Иванович (1795-1879), отставной лейб-гвардии майор, построил усадьбу Денисово, которая считается лучшим в Костромской области памятником усадебной архитектуры XIX века. Дети Александра Ивановича, "Зузинята"[1], упоминаются в стихотворении Некрасова Н.А. «Коробейники». Среди них его отец.

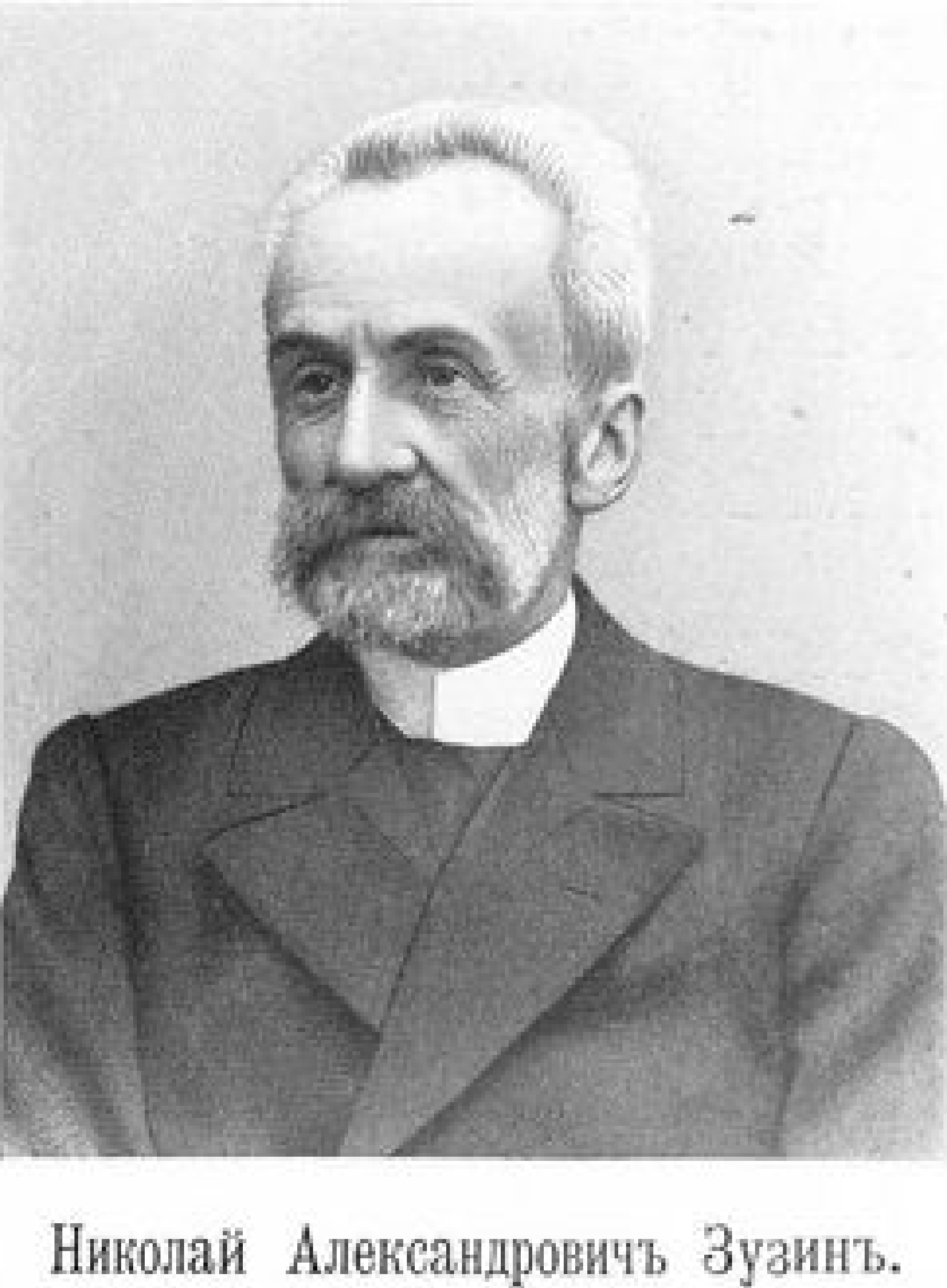
Зузин Николай Александрович

* отец: Зузин Николай Александрович (1835-1901), Штабс-капитан (01.07.1863) в отставке (26.11.1863). Участник Крымской войны (1853-1856) и Севастопольской обороны (1854-1855). Подпоручиком в составе 6-й легкой батареи 16-й артиллерийской бригады, участвовал в Альминском сражении (08.09.1854 г.) и в сражении на Чёрной речке (04.08.1855 г.). В дальнейшем, являлся видной фигурой в костромском земстве. Владелец усадьбы Денисово Костромского уезда с 715 десятинами земли. Статский советник.

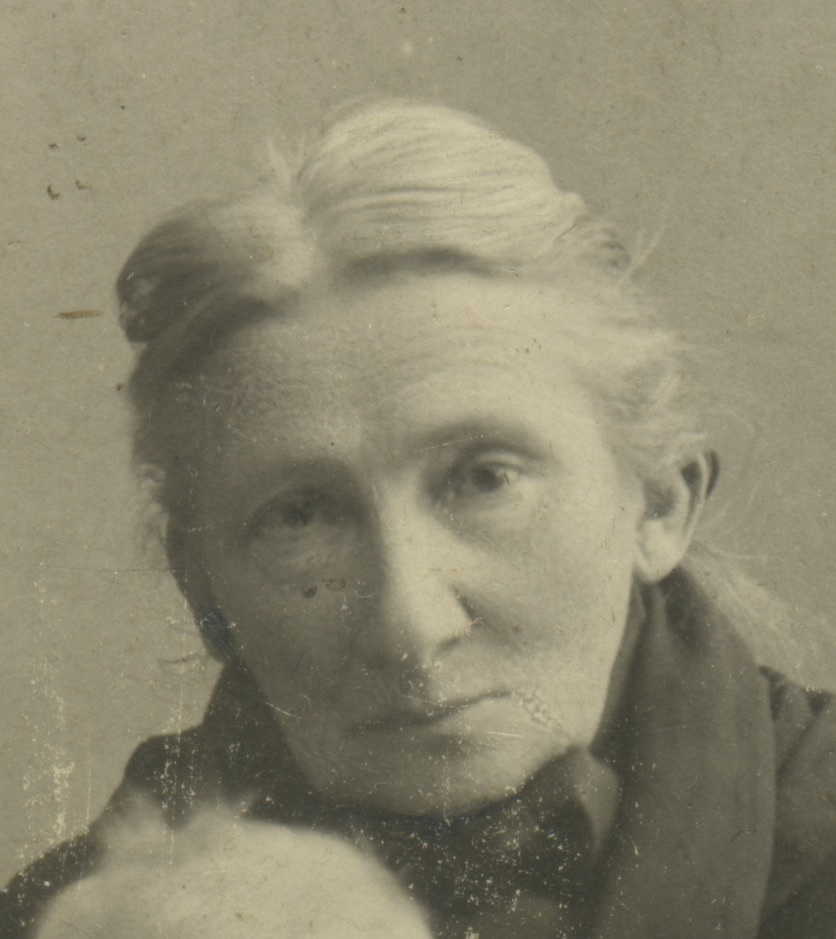
Зузина (Шахматова) Варвара Алексеевна

* мать: Зузина (Шахматова) Варвара Алексеевна (12.06.1840-11.06.1908), из древнего русского дворянского рода Шахматовых саратовской (курмышской) ветви, дочь отставного капитан-лейтенанта Шахматова Алексея Александровича «старшего» (1797—1868), который с 1822 г. служил по ведомству Министерства Финансов, Действительного статского советника и Варвары Петровны из младшей ветви дворянского рода Столыпиных (около 1800—1865). Варвара Алексеевна родная тетя академика-лингвиста Шахматова Алексея Александровича «младшего» (1864—1920)

### Братья/Сестры
- Зузин Сергей Николаевич (1866 г.р.);
- Зузин Михаил Николаевич (1870-1940), был губернским предводителем дворянства, женат на Зузиной (Князевой) Вере Леонидовне;
- Трирогова (Зузина) Наталья Николаевна (~1875-1942), жена двоюродного брата по матери - Трирогова Григория Владимировича, сына тайного советника, директора департамента общих дел Министерства Государственных Имуществ - Трирогова Владимира Григорьевича (1834-1891)

### Имущество
Землевладелец Костромского уезда (262 десятины), домовладелец Костромы.

### Гос. служба
В 1892 году поступил на службу в Санкт-Петербургский окружный суд, откуда в 1897 году перешёл в Земский отдел Министерства внутренних дел. В 1903 году занял должность непременного члена Костромского губернского присутствия, а в 1908 году был избран председателем Костромской губернской земской управы, в каковой должности состоял до 1917 года. Дослужился до чина действительного статского советника (1913). Участвовал в общеземском съезде в Москве (1905) и в 4-м областном историко-археологическом съезде в Костроме (1909). Сотрудничал в местной печати. Кроме того, состоял почетным попечителем Костромского реального училища.
В 1912 году был избран членом IV Государственной думы от Костромской губернии. Входил во фракцию прогрессистов. Состоял секретарем комиссии по местному самоуправлению, а также членом комиссий: по запросам, по судебным реформам, финансовой и по Наказу. 5 мая 1914 года сложил полномочия члена ГД.

### Послужной список
Секретарь 5-го гражданского отделения Санкт-Петербургского окружного суда (1892-1897).
Делопроизводитель земского отдела Министерства внутренних дел (1897-1903).
Непременный член костромских губернских правления (1904) и присутствия (1907).
Участник Обще земского съезда в Москве (1905) и IV Областного историко-археологического съезда в Костроме (1909).
Председатель Костромской губернской земской управы (1908-1917).
Гласный Костромской городской думы и член подготовительной и финансово-экономической комиссий (1909-1916).
Член IV Государственн ной Думы, избранный от общего состава выборщиков Костромской губернии (20.10.1912).
Член Прогрессивной фракции и комиссий по местному самоуправлению (с 1-й сессии - секретарь), запросам, судебным реформам, наказу, финансовой и о 300- летии юбилея Дома Романовых. Сложил полномочия (05.05.1914).
Корреспондент «Новой Костромской жизни» и «Поволжского вестника» (Кострома).
Действительный Член Костромского Научного Общества по изучению местного края (1917-1918).

## Семья
Был женат на Елизавете Николаевне Купреяновой (род. 1875). По воспоминаниям историка А. А. Григорова, в 1920-х годах Зузины переехали из Костромы в Вологду. Дальнейшая их судьба неизвестна.

## Награды
- Орден Святого Станислава 2-й ст. (1902);
- Орден Святой Анны 2-й ст. (1905);
- Орден Святого Владимира 4-й ст. (1908).
- медаль «В память царствования императора Александра III»
- медаль «В память 300-летия царствования дома Романовых»